# Comuna Norte (Neiva)
Denominada Comuna Norte o Nueve de la ciudad de Neiva. La Comuna 9 está localizada en el norte del área urbana sobre la margen derecha del Río Magdalena, entre las cuencas de la Quebrada Mampuesto y la Quebrada El Venado. Limita al noroccidente y occidente con el corregimiento de Guacirco; al nororiente y oriente con el corregimiento de Fortalecillas; y al sur con la Comuna 1 y la Comuna 2. La Comuna 9 hace parte de la UPZ Las Ceibas.

## Límites
Partiendo desde la intersección del lindero del perímetro urbano a la altura de la Tabacalera (Barrio Los Pinos), sé continúa en sentido occidental por la calle 64 hasta la intersección de la vía férrea, de ahí se sigue hacia el norte por la vía férrea hasta la altura de la calle 75, de ahí se sigue en dirección occidental hasta la calle 74 y se sigue por la proyección de ésta en sentido occidental hasta encontrar el Río Magdalena, se sigue por el río aguas abajo (perímetro urbano) hasta la desembocadura de la Quebrada El Venado (intersección perímetro urbano) se sigue por éste en sentido sur hasta el punto de partida. 

## Barrios

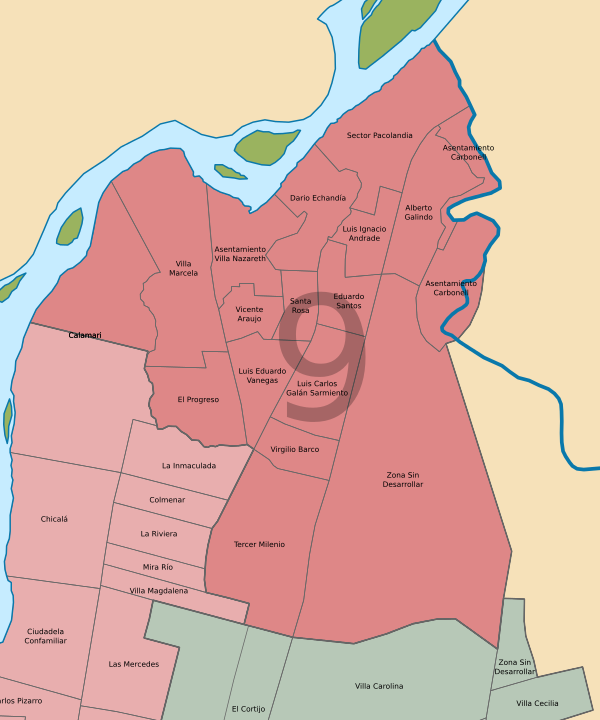
Comuna Norte, división barrial.

La comuna 9 norte se divide en 12 barrios:
| Barrio               | Sectores y/o Urbanizaciones |
| -------------------- | --------------------------- |
| Alberto Galindo      | José María Carbonell        |
| Alberto Galindo      | Alberto Galindo             |
| Darío Echandía       | Villa Magdalena             |
| Darío Echandía       | Darío Echandía              |
| Eduardo Santos       | Eduardo Santos              |
| El Progreso          | Álvaro Leyva Lievano        |
| El Progreso          | El Progreso                 |
| El Progreso          | Villa Soledad               |
| El Progreso          | Villa delPrado              |
| Luis Carlos Galán    | Primera Etapa               |
| Luis Carlos Galán    | Segunda Etapa               |
| Luis Eduardo Vanegas | Luis Eduardo Vanegas        |
| Luis Eduardo Vanegas | Minuto de Dios IV etapa     |
| Luis Eduardo Vanegas | Combeima                    |
| Luis Ignacio Andrade | Luis Ignacio Andrade        |
| Luis Ignacio Andrade | La Riviera                  |
| Santa Rosa           | Santa Rosa                  |
| Tercer Milenio       | Tercer Milenio              |
| Vicente Araujo       | Vicente Araujo              |
| Vicente Araujo       | Villa Diego                 |
| Villa Marcela        | Villa Marcela               |
| Villa Marcela        | El Dorado II                |
| Virgilio Barco       | Virgilio Barco              |
| Virgilio Barco       | La Trinidad                 |

## Asentamientos
La comuna 9 norte además cuenta con 4 asentamientos en proceso de reconocimiento como barrio legal:
| Asentamiento         | Sectores             |
| -------------------- | -------------------- |
| Carbonel             | Brisas del Venado    |
| Carbonel             | Alberto Galindo      |
| Granjas Comunitarias | Granjas Comunitarias |
| Granjas Comunitarias | Villa Marínela       |
| Granjas Comunitarias | El Pinal             |
| La Trinidad          | La Trinidad          |
| La Trinidad          | Mirador Norte        |
| Villa Nazareth       | Villa Nazareth       |
| Villa Nazareth       | Villa Colombia       |
| Villa Nazareth       | Los Libertadores     |